# Singin' and Swingin' and Gettin' Merry Like Christmas
Singin' and Swingin' and Gettin' Merry like Christmas é o terceiro livro da série autobiográfica de sete volumes da escritora norte-americana Maya Angelou. Baseado nos anos entre 1949 e 1955, o livro abrange o início da fase adulta de Angelou. Neste volume, ela descreve suas lutas para apoiar seu filho, formar relacionamentos significativos e estabelecer uma carreira de sucesso no mundo do entretenimento. A publicação da obra em 1976 foi a primeira vez que uma mulher afro-americana expandiu sua história de vida para um terceiro volume. A acadêmica Dolly McPherson intitula o livro como "um retrato gráfico do eu adulto em flor", enquanto o crítico Lyman B. Hagen o chama de "uma jornada de descoberta e renascimento".
Em Singin and Swingin, Angelou analisa muitos dos mesmos assuntos e temas em suas autobiografias anteriores, incluindo viagens, música, raça, conflito e maternidade. Angelou retrata o conflito que sentiu como mãe solteira, apesar de seu sucesso como artista enquanto viaja pela Europa com o musical Porgy and Bess. Suas representações de suas viagens, que ocupam 40 por cento do livro, têm raízes na narrativa dos escravos afro-americanos. Angelou usa música e conceitos musicais em Singin' and Swingin'; McPherson chama de "canção de louvor" de Angelou para Porgy e Bess. Os estereótipos de Angelou sobre raça e relações raciais são desafiados à medida que ela interage mais com pessoas de diferentes raças. No decorrer dessa narrativa, ela muda seu nome de Marguerite Johnson para Maya Angelou por motivos profissionais. O nome de seu filho também foi modificado, ou seja, de Clyde para Guy, e seu relacionamento é fortalecido quando o livro termina.

## Antecedentes
Angelou seguiu seus dois primeiros volumes de sua autobiografia, I Know Why the Caged Bird Sings (1969) e Gather Together in My Name (1974), enquanto Singin' and Swingin' e Gettin' Merry like Christmas foi publicada em 1976. Foi a primeira vez que uma conhecida escritora afro-americana expandiu sua história de vida em uma terceira autobiografia. Ela também lançou duas obras de poesia intitulados Just Give Me a Cool Drink of Water 'fore I Diiie (1971), que foi indicado ao Prêmio Pulitzer, e Oh Pray My Wings Are Gonna Fit Me Well (1975).
De acordo com o escritor Hilton Als, Angelou foi uma das primeiras escritoras afro-americanas a discutir publicamente sua vida pessoal e uma das primeiras a usar a si mesma como personagem central em seus livros. O escritor Julian Mayfield, que intitula I Know Why the Caged Bird Sings como "uma obra de arte que escapa à descrição", disse que o trabalho de Angelou criou um precedente na definição da "experiência negra" e na literatura afro-americana como um todo.
Als considera Angelou de uma das "pioneiras da autoexposição", disposta a se concentrar honestamente nos aspectos mais negativos de sua personalidade e escolhas. Por exemplo, enquanto Angelou estava compondo sua segunda autobiografia, Gather Together in My Name, ela estava preocupada com a forma como seus leitores reagiriam à revelação de que ela havia sido uma prostituta. Seu marido, Paul Du Feu, a convenceu a publicar o livro, incentivando-a "dizer a verdade como escritora" e "ser honesta sobre isso". Através de escrever suas histórias de vida, Angelou tornou-se reconhecida e altamente respeitada como porta-voz de negros e mulheres. Angelou foi elogiada pela autobiografia, conforme afirmou a acadêmica Joanne Braxton: "sem dúvida (...) A autobiógrafa negra mais visível da América".

## Título do livro
De acordo com Angelou, o título do livro veio das festas de aluguel das décadas de 1920 e 1930, onde as pessoas pagavam ao organizador do evento uma taxa de entrada barata, e depois comiam e bebiam durante o fim de semana. Como Angelou afirmou, as pessoas "cantavam e balançavam e se alegravam como o Natal, para que tivessem algum combustível para viver o resto da semana". Essas festas, também chamadas de "parlor socials", eram frequentadas por membros da classe trabalhadora que não tinham condições de ir aos clubes mais caros do Harlem. De acordo com a crítica Mary Jane Lupton: "O conceito de festa de aluguel ajuda a descrever a posição de Angelou (...) Ela é uma mãe solteira do Sul que vai para a Califórnia e canta e balança para viver. Ela entretém os outros por pouco dinheiro como cantora, B-girl e dançarina, sem se divertir muito." A acadêmica Sondra O'Neale descreveu a frase como "um título folclórico simbólico da merecida ascensão do autor ao sucesso e à realização".
Lupton insiste que a nomenclatura, uma das muitas comparações usadas por Angelou, está ligada aos temas do livro. Lupton também considerou o título "irônico"; Angelou usa palavras "antiquadas" e "positivas" — singin (cantando) e swingin (balançando) — que refletem vários significados relacionados ao texto. Essas palavras definem o início da carreira de Angelou como artista, mas a ironia nos termos também descreve o conflito que Angelou sentia pelo seu filho. As palavras "gettin' merry like Christmas" também são irônicas: "Singin' and Swingin' and Gettin' Merry like Christmas" foi a autobiografia mais triste de Angelou". Como a música é um dos temas do livro, Angelou usa terminações verbais abreviadas em seu título que refletem o dialeto negro e evocam o som de um cantor do gênero musical blues.

## Sinopse
Singin' and Swingin' já começa logo após a autobiografia anterior de Angelou, Gather Together in My Name. Marguerite (ou Maya), uma mãe solteira com um filho pequeno, tem vinte e poucos anos, lutando para ganhar a vida. Angelou escreveu neste livro, como seus trabalhos anteriores, sobre toda a gama de suas próprias experiências. Como afirma a acadêmica Dolly McPherson: "Quando alguém encontra Maya Angelou em sua história, encontra o humor, a dor, a exuberância, a honestidade e a determinação de um ser humano que experimentou a vida plenamente e manteve seu forte senso de si mesmo". Muitas pessoas ao redor de Angelou influenciam seu crescimento e — conforme o crítico Lyman B. Hagen afirma — "Angelou foi impulsionada para sempre". Os capítulos de abertura do livro mostra Maya preocupada com, segundo Hagen, a "apreensão sobre seu filho, desejo de um lar, enfrentando conflitos raciais e buscando uma carreira". Maya recebe uma oferta de emprego como vendedora em uma loja de discos na Fillmore Street, em São Francisco, cidade da Califórnia. No início, ela recebe as ofertas de generosidade e amizade de seu chefe branco com suspeita, mas depois de dois meses procurando evidências de racismo, Maya começa a "relaxar e desfrutar de um mundo de música". O trabalho permite que ela volte para a casa da mãe e passe mais tempo com o filho.

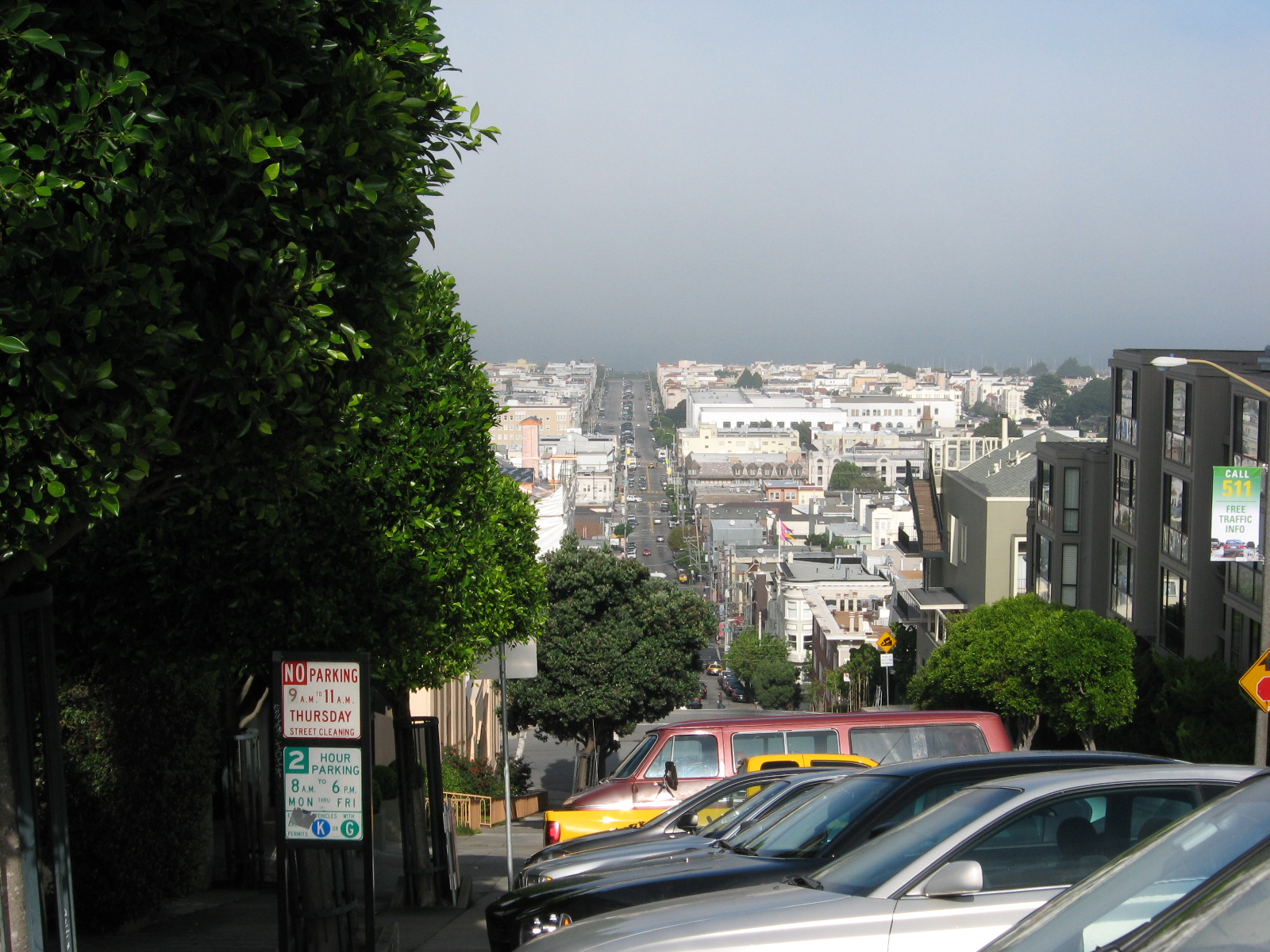
Singin' and Swingin começou na Fillmore Street, em 2007, na cidade de São Francisco, na Califórnia.

Enquanto trabalhava na loja, Maya conhece Tosh Angelos, um marinheiro grego. Eles se apaixonam, e ele gosta especialmente do filho dela. Contra a vontade de sua mãe, Maya se casa com Tosh em 1952. A princípio, o casamento é satisfatório, e parece que Maya realizou seu sonho de ser dona de casa, escrevendo "Minha vida começou a se assemelhar a um anúncio de Good Housekeeping". Eventualmente, Maya começa a ficar ressentida das exigências de Tosh de que ela fique em casa; ela também se incomoda com a reação negativa de seus amigos ao seu casamento interracial. Maya fica perturbada com o ateísmo de Tosh e seu controle sobre sua vida, mas faz pouco para desafiar sua autoridade. Depois que Tosh diz a seu filho Clyde que Deus não existe, Maya se revolta, frequentando secretamente igrejas negras. Depois de três anos, o casamento se desfaz quando Tosh anuncia a Maya que está "cansada de ser casada". Ela vai ao hospital para uma apendicectomia e, após a operação, anuncia seu desejo de voltar para a avó em Stamps, mas Tosh informa que Annie morreu no dia da operação de Maya.
Mais uma vez, mãe solteira, Maya começa a ter sucesso como artista. Ela consegue um emprego dançando e cantando no The Purple Onion, uma boate popular em São Francisco, e — por recomendação dos proprietários do estabelecimento — ela muda seu nome de Marguerite Johnson para "Maya Angelou", considerado por eles como o "mais exótico". Ela ganha a atenção de caçadores de talentos, que lhe oferecem um papel em Porgy and Bess; no qual ela recusou por causa de suas obrigações no The Purple Onion. Quando seu contrato expira, Maya vai para Nova Iorque para fazer um teste para um papel ao lado da cantora norte-americana Pearl Bailey, mas ela rejeita o trabalho para participar de uma turnê europeia Porgy and Bess.
Deixando Clyde com a mãe, Maya viaja para 22 países com a empresa de turismo em 1954 e 1955, expressando suas impressões sobre suas viagens. Ela escreve o seguinte sobre Verona: "Eu estava realmente na Itália. Não Maya Angelou, uma pessoa de pretensões e ambições, mas eu, Marguerite Johnson, que havia lido sobre Verona e em Romeu e Julieta enquanto crescia em uma empoeirada vila sulista mais pobre e trágica do que a cidade histórica em que eu estava agora".
Apesar do sucesso de Maya com Porgy and Bess, ela se sente culpada e arrependida por deixar seu filho para trás. Depois de receber más notícias sobre a saúde de Clyde, ela abandona a turnê e volta para São Francisco. Tanto Clyde quanto Maya se curam do desgaste físico e emocional causado por sua separação, e ela promete nunca mais deixá-lo. Clyde também anuncia que quer ser chamado de "Guy". Como Angelou escreve: "Ele levou apenas um mês para nos treinar. Ele se tornou Guy e dificilmente nos lembramos de chamá-lo de outra coisa".
Maya é fiel à sua promessa; ela aceita um trabalho atuando no Havaí, e ele vai com ela. No final do livro, mãe e filho expressam orgulho um pelo outro. Quando ele elogia seu talento na voz, ela escreve: "Embora eu não fosse uma grande cantora, eu era sua mãe, e ele era meu filho maravilhoso e independente".

## Modelo de escrita
Todos os sete capítulos de sua história de vida de Angelou continuam a tradição da autobiografia afro-americana. Começando com I Know Why the Caged Bird Sings, Angelou faz uma tentativa deliberada ao escrever seus livros para desafiar a estrutura usual da autobiografia criticando, mudando e expandindo o gênero. Seu uso de técnicas de escrita de ficção, como diálogo, caracterização e desenvolvimento temático, muitas vezes, levou os críticos a categorizar seus livros como ficção autobiográfica. Numa entrevista em 1989, Angelou alegou que ela era a única escritora "séria" a escolher o gênero para se expressar. Como afirma a crítica Susan Gilbert, Angelou relata não a história de uma pessoa, mas a do coletivo. O acadêmico Selwyn R. Cudjoe concorda e vê Angelou como representante da convenção na autobiografia afro-americana como um gesto público que falou por um grupo inteiro de pessoas.
Lupton insiste que todas as autobiografias de Angelou estavam de acordo com a estrutura padrão do gênero: foram escritas por um único autor, eram cronológicas e continham elementos de caráter, técnica e tema. Em 1983, numa entrevista com a crítica literária afro-americana Claudia Tate, Angelou chama seus livros de autobiografias. Ao falar de seu uso único do gênero, Angelou reconhece que ela seguiu a tradição narrativa escrava de "falar na primeira pessoa do singular falando sobre a primeira pessoa do plural, sempre dizendo que eu significa 'nós'".
Angelou reconhece que há aspectos ficcionais em todos os seus livros; ela tendia a "divergir da noção convencional de autobiografia como verdade". Sua abordagem é paralela às convenções de muitas autobiografias afro-americanas escritas durante o período abolicionista nos Estados Unidos, quando a verdade era frequentemente censurada para fins de autoproteção. O autor Lyman B. Hagen colocou Angelou na longa tradição da autobiografia afro-americana, mas insiste que ela criou uma interpretação única da forma autobiográfica. Em uma entrevista de 1998 com o jornalista George Plimpton, Angelou discute seu processo de escrita e "a noção às vezes escorregadia de verdade na não ficção" e memórias. Quando perguntada se ela mudou a verdade para melhorar sua história, ela afirmou: "Às vezes eu faço um diâmetro a partir de uma composição de três ou quatro pessoas, porque a essência em apenas uma pessoa não é suficientemente forte para ser escrita". Embora Angelou nunca tenha admitido mudar os fatos em suas histórias, ela usou estes acontecimentos para causar um impacto no leitor. Como afirma Hagen, "pode-se supor que 'a essência dos dados' está presente no trabalho de Angelou". Hagen também afirma que Angelou "torna a obra fictícia para atrair o interesse dos leitores". Robert Loomis, um crítico que acompanha os trabalhos de Angelou há muito tempo, concorda ao afirmar que ela poderia reescrever qualquer um de seus livros alterando a ordem de seus fatos para causar um impacto diferente no leitor.
Em Singin' and Swingin' and Gettin' Merry like Christmas, Angelou utiliza a repetição como técnica literária. Por exemplo, ela deixa seu filho aos cuidados de sua avó, assim como sua própria mãe deixou ela e seu irmão mais velho aos cuidados de sua avó em Caged Bird. Grande parte de Singin' and Swingin' investiga a culpa de Angelou por aceitar um trabalho que a força a se separar de seu filho. Como amiga de Angelou, a acadêmica Dolly McPherson afirma: "A parte mais triste de Singin' and Swingin' é o jovem Guy, que, embora profundamente amada por Angelou, parece ser colocando em segundo plano sempre que surge a necessidade de satisfazer suas necessidades monetárias ou ambições teatrais". Apesar de seu grande sucesso viajando pela Europa com a turnê Porgy and Bess, ela está angustiada e cheia de indecisão. Para cada descrição positiva de suas experiências europeias, há um lamento sobre Guy que "desliga" essas experiências e a impede de aproveitar o fruto de seu trabalho duro.

## Temáticas abordadas

### Viagem
A viagem é um tema comum na autobiografia americana como um todo; como afirma McPherson, é uma espécie de mito nacional para os americanos como um povo. Este é também o caso da autobiografia afro-americana, que tem suas raízes na narrativa escrava. Como aquelas narrativas que se concentram na busca dos escritores por liberdade da escravidão, autobiógrafos afro-americanos modernos como Angelou procuram desenvolver "um eu autêntico" e a liberdade de encontrá-lo em sua comunidade. De acordo com McPherson: "A jornada para um objetivo distante, o retorno para casa e a busca que envolve a viagem de ida, a realização e o retorno, são padrões típicos da autobiografia negra".

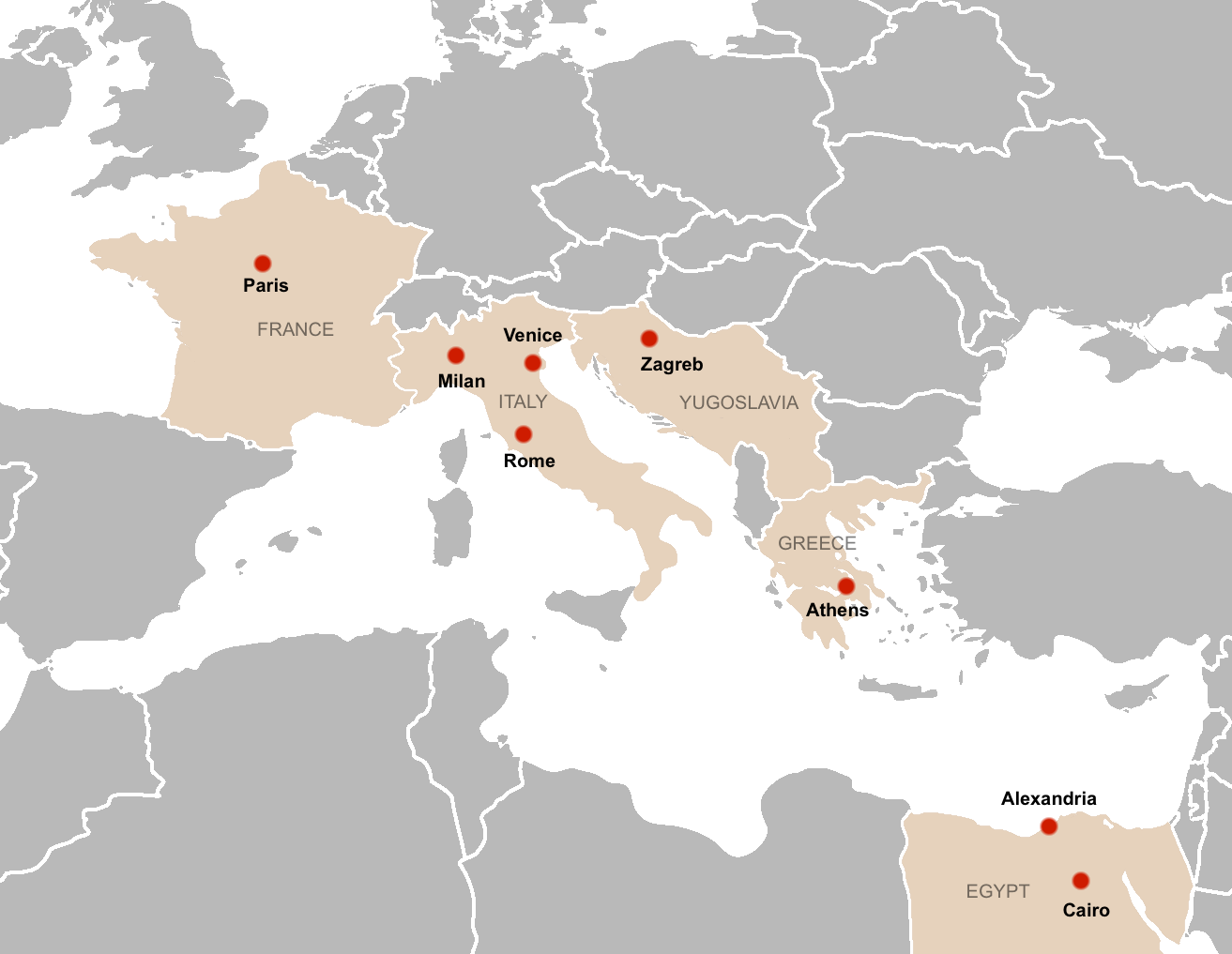
Mapa das cidades mencionadas durante a representação de Angelou de sua turnê europeia com a ópera Porgy and Bess

Para Angelou, essa busca a leva da infância e adolescência, conforme descrito em seus dois primeiros livros, para o mundo adulto. McPherson vê Singin' and Swingin' como "uma turnê ensolarada dos anos vinte de Angelou", desde os primeiros anos marcados por decepções e humilhações, para o mundo mais amplo — para o mundo branco e para a comunidade internacional. Nos dois primeiros volumes de Angelou, o cenário é limitado a três lugares (Arkansas, Missouri e Califórnia), enquanto em Singin' and Swingin, o "cenário se abre" para incluir a Europa enquanto ela viaja com o Porgy and Bess companhia. Lupton afirma que a narrativa de viagem de Angelou, que ocupa aproximadamente 40% do livro, deixa sua obra como uma estrutura organizada, especialmente em comparação com Gather Together in My Name, que é mais caótica. As observações de Angelou sobre raça, gênero e classe servem para tornar o livro mais do que uma simples narrativa de viagem. Como uma afro-americana, suas viagens ao redor do mundo a colocam em contato com muitas nacionalidades e classes, expandem suas experiências para além de seu círculo familiar de comunidade e família e complicam sua compreensão das relações raciais.

### Raça humana
Em Singin' and Swingin' and Gettin' Merry like Christmas, Angelou continua a analisar suas experiências com discriminação, que foi iniciada desde seus dois primeiros volumes. A crítica Selwyn R. Cudjoe se refere ao "grande problema de suas obras: o que significa ser negra e mulher na América". Cudjoe divide Singin' and Swingin' em duas partes; na primeira, Angelou desenvolve suas relações com o mundo branco e, na segunda, ela avalia suas interações com colegas negros do elenco em Porgy and Bess, bem como seus encontros com a Europa e a África.
Angelou entra em contato íntimo com brancos pela primeira vez — os brancos muito diferentes das pessoas racistas que ela conheceu em sua infância. Ela descobre, como Cudjoe descreve, que os estereótipos dos brancos foram desenvolvidos para se proteger de sua crueldade e indiferença. Na visão de McPherson, afirma: "Condicionado por experiências anteriores, Angelou desconfia de todos, especialmente dos brancos. No entanto, ela é repetidamente surpreendida pela gentileza e boa vontade de muitos brancos que conhece e, assim, suas suspeitas começam a se suavizar em compreensão". Cudjoe diz que em Singin' and Swingin', Angelou efetivamente demonstra "a inviolabilidade da personalidade afro-americana", bem como sua própria defesa bem guardada dela. Para que ela tenha qualquer relacionamento positivo com brancos e pessoas de outras raças, no entanto, McPherson insiste que Angelou "deve analisar e descartar suas visões estereotipadas sobre os brancos". Lyman concorda e ressalta que Angelou deve reanalisar seus preconceitos persistentes quando se depara com o mundo mais amplo cheio de brancos. Por outro lado, Hage descreve que este é um processo complexo, pois a maioria das experiências de Angelou com brancos são positivas nesse período. Cudjoe diz que, como protagonista principal do livro, Angelou se move entre os mundos branco e negro, definindo-se como membro de sua comunidade e encontrando os brancos de "uma maneira muito mais completa e sensual".
Em sua terceira autobiografia, Angelou é colocada em circunstâncias que a forçam a mudar de opinião sobre os brancos, o que não é uma mudança fácil para ela. Louise Cox, coproprietária da loja de discos que ela frequenta na Fillmore Street, generosamente oferece emprego e amizade a Angelou. Angelou se casa com um homem branco, cuja apreciação pela música negra quebra seu estereótipo de brancos. Esta é uma decisão difícil para Angelou, e ela deve justificá-la racionalizando que Tosh é grego, e não um branco americano. Ela não estava se casando com "um dos inimigos", mas não conseguiu escapar do constrangimento e da vergonha quando encontraram outros negros. Posteriormente, ela tem uma amizade construtiva com seus colegas de trabalho brancos, Jorie, Don e Barrie, que a ajudam na busca de emprego no The Purple Onion. Cudjoe reitera: "Esse relacionamento livre e igualitário é significativo para ela, pois representa um estágio importante de sua evolução para a idade adulta".
As experiências de Angelou com a turnê Porgy and Bess expandem sua compreensão de outras raças e relações raciais, pois ela conhece pessoas de diferentes nacionalidades durante suas viagens. Todas essas experiências são instrumentais no "movimento para a idade adulta" de Angelou e servem como base para sua posterior aceitação e tolerância de outras raças. Porgy and Bess teve uma história controversa; muitos na comunidade afro-americana consideram racista em seu retrato dos negros. Angelou não mencionou nada dessa controvérsia em Singin' and Swingin', apesar de existir discussões sobre o caso.

### Música
Como afirma Lupton, não há "nenhuma dúvida na mente do leitor sobre a importância da música" em Singin' and Swingin'. O uso de oposição de Angelou e sua duplicação de enredos são semelhantes aos ritmos polifônicos do gênero musical jazz. McPherson rotula Angelou como uma "autobiógrafa de blues", alguém que, como um músico de blues, incluem os detalhes e episódios dolorosos de sua vida.
A música aparece ao longo da terceira autobiografia de Angelou, começando com o título, que evoca uma canção de blues e faz referência ao início da carreira de Angelou na música e na performance. Ela começa Singing (cantando) e Swingin (balançando) da mesma forma que ela começa Caged Bird: com uma epígrafe para dar o tom. A epígrafe é uma citação de uma estrofe de três linhas não identificada em forma de blues clássico. Após a epígrafe, "música" é a primeira palavra do livro. Quando a história começa, Angelou encontra consolo na música negra e logo é contratada como vendedora em uma loja de discos na Fillmore Street, em São Francisco. Ela conhece e se apaixona por seu primeiro marido depois de descobrir sua apreciação compartilhada pela música negra. Depois de saber da morte de sua avó, sua reação, "uma passagem deslumbrante de três parágrafos" de acordo com Mary Jane Lupton, é musical; não só se baseia na tradição do evangelho, mas também é influenciado por textos literários afro-americanos, especialmente "Go Down Death — A Funeral Sermon", de James Weldon Johnson.
Após seu divórcio, Angelou ganha a vida para ela e seu filho com a música e dança; esta decisão marca um ponto de virada em sua vida. A nova carreira de Angelou parece, como afirma Hagen, ser impulsionada por uma série de partidos, evocando o título deste livro. Hagen também chama sua turnê com Porgy and Bess "a maior festa de longe do livro". McPherson chama Singin' and Swingin' de "canção de louvor de Angelou" para o eu lírico. Angelou "se apaixonou perdidamente pelo musical", até mesmo recusando outras ofertas de trabalho para fazer uma turnê com sua companhia europeia. McPherson também chama Porgy and Bess de "um antagonista que encanta Angelou, acenando e seduzindo-a para longe de suas responsabilidades". Como Lupton afirma, Porgy and Bess é a "base de Angelou para suas apresentações posteriores em dança, teatro e música".

### Conflitos
Os conflitos, ou acontecimentos opostos, também fizeram parte da autobiografia de Angelou, sendo mais outra temática abordada em Singin' and Swingin' and Gettin' Merry like Christmas. De acordo com Lupton, Angelou constrói um enredo misturando incidências opostas e atitudes — o "método dialético" de Angelou. O livro é cheio de conflitos: no casamento de Angelou, seus sentimentos entre ser uma boa mãe e uma artista de sucesso, os estereótipos sobre outras raças e suas novas experiências com os brancos. Lupton acredita que essa apresentação de conflitos é o que torna a obra escrita por Angelou como "brilhante"; ela acha que a força de Singin' and Swingin' vem, em parte, dos conflitos recorrentes de Angelou que estão ligadas ao enredo, personagens e padrões de pensamento no livro. Lupton acrescenta: "Poucos outros autobiógrafos contemporâneos foram capazes de registrar, seja em um único volume ou em uma série, o outro lado dos acontecimentos que podem ser vistos em Singin' and Swingin' e Gettin' Merry like Christmas e, em menor grau, em outros volumes de Angelou". Mesmo a frase final do livro ("Embora eu não fosse uma grande cantora, eu era a mãe dele, e ele era meu filho maravilhoso, dependente e independente") demonstra a construção dialética de Angelou, resume as contradições do personagem de Angelou e faz alusão à mãe/ padrões de filho em seus livros posteriores.

### Maternidade
Como afirma Lupton, a maternidade é um "tema predominante" em todas as autobiografias de Angelou: "Angelou apresenta um tipo raro de modelo literário, a mãe trabalhadora". Começando em Caged Bird, quando ela dá à luz seu filho, a ênfase que Angelou dá a esse tema aumenta em importância. Angelou se encontra em uma situação "muito familiar às mães com carreira", e é forçada a escolher entre ser uma mãe amorosa ou uma "pessoa plenamente realizada". De acordo com a acadêmica Sondra O'Neale, Angelou lançou neste livro a imagem de uma "mãe solteira" com "um destino sem saída" que a seguiu ao longo de sua autobiografia anterior.
A necessidade de segurança de Angelou para seu filho motivou suas escolhas em Singin' and Swingin, especialmente sua decisão de se casar com Tosh Angelos. Ela sente um profundo sentimento de culpa e arrependimento quando tem que deixar seu filho em turnê com Porgy and Bess, o que a impede de aproveitar plenamente a experiência. Apesar disso, Singin' and Swingin' foi chamado de "uma canção de amor para o filho de Angelou". Assim como ela muda de nome à medida que a história avança, Guy também muda, que se torna um menino inteligente e sensível nas páginas deste livro. À medida que Guy cresce, sua mãe também cresce; Hagen afirmou que esse crescimento avança a história de Angelou. Quando Angelou descobre o quão profundamente a separação deles fere Guy, ela deixa a turnê Porgy and Bess antes que ela termine, com um grande custo pessoal. No final do livro, o vínculo deles se aprofunda e ela promete nunca mais deixá-lo. Como afirma Hagen, Maya abraça a importância da maternidade, assim como havia feito no final de suas autobiografias anteriores.

## Repercussão e crítica
Como as duas autobiografias anteriores de Angelou, Singin' and Swingin receberam críticas positivas. Kathryn Robinson, do School Library Journal, prevê que o livro seria recebido com tanto entusiasmo quanto aos volumes anteriores da série de Angelou, e que a autora conseguiu "compartilhar sua vitalidade" com seu público. Linda Lipnack Kuehl do Saturday Review, embora prefira o ritmo de Caged Bird, achou Singin' and Swingin' "muito profissional, equilibrada e (...) bastante envolvente". Kuehl também descobre que a história de Angelou é traduzido suavemente na página impressa. RE Almeida, do Library Journal, considera o livro "uma continuação agradável", em que a "força religiosa, coragem pessoal e (...) talento" era visível ao ler cada página.
Uma crítica negativa foi escrita por Margaret McFadden-Gerber no Literary Annual de Magill, que achou o livro decepcionante e sentiu que faltava o poder e a introspecção dos livros anteriores de Angelou. Um revisor de textos expressou desânimo por Angelou não ter usado seu prestígio para efetuar qualquer mudança política em Singin' and Swingin'. O crítico Lyman B. Hagen responde a essa crítica afirmando que o status de Angelou durante os eventos que ela descreve nesta autobiografia não se prestava a esse tipo de defesa e que, como pessoa, Angelou não evoluiu para uma advogada que ela se tornaria, posteriormente, em sua vida. O revisor John McWhorter acredita que muitos dos eventos que Angelou descreve ao longo de todas as suas autobiografias foram incoerentes e confusas, e precisam de mais explicações sobre seus motivos e razões para seu comportamento. Por exemplo, McWhorter sugere que Angelou faz um trabalho ruim ao explicar suas razões para seu casamento com Tosh Angelos, bem como seu divórcio. "Numa autobiografia em que uma mulher negra se casa fora de sua raça na década de 1950, precisamos saber mais".